# Análise meteorológica de superfície

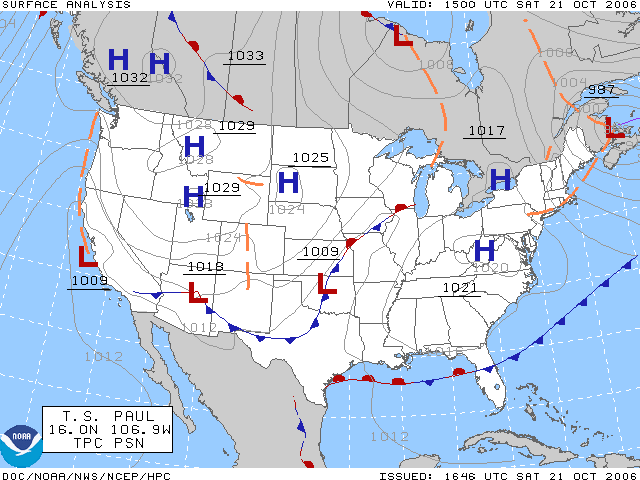
Uma análise meteorológica de superfície dos Estados Unidos em 21 de Outubro de 2006.

Análise meteorológica de superfície é um tipo especial de mapa meteorológico que provê uma análise de elementos meteorológicos sobre uma área geográfica num prazo determinado, com base nas informações de estações meteorológicas de superfície. Os mapas meteorológicos são criados para organizar ou investigar os valores de algumas variáveis meteorológicas, tais como a pressão atmosférica ao nível do mar, temperatura e a nebulosidade, num mapa geográfico para ajudar a encontrar sistemas em escala sinótica como frentes meteorológicas.
Os primeiros mapas meteorológicos do século XIX foram desenhadas bem após o fato destes ajudarem a formular uma teoria sobre sistemas tempestuosos. Após o advento do telégrafo, observações simultâneas meteorológicas de superfície tornou-se possível pela primeira vez, e, com início no final da década de 1840, o Smithsonian Institution tornou-se a primeira organização a dar análises meteorológicas de superfície em tempo real. A utilização da análise meteorológica de superfície começou primeiro nos Estados Unidos, espalhando-se no mundo todo durante a década de 1870. Uso do modelo norueguês de ciclones para as análises de frentes meteorológicas começou no fim da década de 1910 em toda a Europa, e por fim, com a sua utilização pelos Estados Unidos durante a Segunda Guerra Mundial.
As análises meteorológicas de superfície têm símbolos especiais que mostram sistemas frontais, nebulosidade, precipitação ou outras informações importantes. Por exemplo, um A pode representar uma área alta pressão, implicando tempo bom ou razoável. Um B, por outro lado, pode representar uma área de baixa pressão, que frequentemente é acompanhada de precipitação. Diversos símbolos são utilizados não só para sistemas frontais e outras zonas limítrofes de superfície em mapas meteorológicos, mas também para descrever as atuais condições meteorológicas em vários locais abrangidos pelo mapa meteorológico. Áreas de precipitação ajudam a determinar o tipo frontal e a localização.